# Тарабарська мова
«Тарабарська мова» — навмисне спотворення мови додаванням до кожного складу певного звукосполучення або однотипною зміною кінцевих складів або їх переставлянням у суміжних словах. Це робить мову незрозумілою для тих, хто не знає способу застосованого «словотворення». В Україні XVIII — початку XIX століття тарабарською мовою користувалися бурсаки.
Приклади:
| Лафая лафацьолафаго лафане лафазнав (Я цього не знав) |
| Кахо качу кабо карщу (Хочу борщу) |
| Мамеле, печереле! — Остобуреле та до шатареле (Мамо, пече! — Остобурч та до шатра. — з нар. анекдоту). |
| «Доміне Павлуся! Не могентус украдентус сієус вишневентус для вечерентус?» (Не можем украсти сієї вишнівки для вечері? — Г. Квітка-Основ’яненко) |
| «Борщів як три не поденькуєш, на моторошні засердчить» (І.Котляревський). |
| Кущо кути кука кужеш (Що ти кажеш) |
«Тарабарська мова» уживається як різновид арґо чи засіб розваги серед дітей, інколи в молодіжному середовищі.